# Прем'єр-ліга (Росія)
Чемпіонат Росії з футболу серед команд клубів Прем'єр-ліги — вищий дивізіон системи футбольних ліг Росії. У змаганні беруть участь 16 клубів Російської футбольної Прем'єр-ліги. Після кожного сезону клуби, що зайняли два останні місця, переходять до Першого дивізіону, а їхні місця займають дві найсильніші команди Першого дивізіону. Команди, які посіли 13-те та 14-те місця грають перехідні ігри з четвертою та третьою командами ФНЛ відповідно.
Чемпіон сезону 2023/2024 — «Зеніт» (Санкт-Петербург).

## Історія
Після розпаду СРСР 1991 року колишні радянські республіки почали проводити незалежні футбольні чемпіонати. У радянській Вищій лізі 1991 року було чимало російських клубів, але все ж недостатньо, щоб скласти лігу. Тому 1992 в російській Вищій лізі змагалися 20 російських клубів з вищої та першої ліг чемпіонату СРСР. Для зменшення загальної кількості матчів команди були розділені на дві групи. Кількість команд у Вищій лізі було поступово скорочено: до 18-ти 1993-го і до 16-ти 1994-го. Відтоді Вищий дивізіон (і Прем'єр-ліга) складається з 16 клубів, за винятком експерименту 1996 та 1997 року, коли команд було на дві більше.
Домінуючою силою у Вищому дивізіоні був «Спартак» (Москва), який виграв 9 чемпіонатів за 10 років. Єдиний, крім «Спартака», клуб, який став за цей час чемпіоном — «Спартак-Аланія» (Владикавказ) (1995). Серед матчів, які уособлюють протистояння цих клубів, — гра за чемпіонський титул («золотий матч») 1996, виграна московським «Спартаком».
До 2001 чемпіонат Росії управлявся Професійною футбольною лігою, з 2002 за організацію змагань відповідає спеціально створена для цього Російська футбольна Прем'єр-ліга.
У 1992—2010 роках чемпіонати Росії проводились за схемою «весна-осінь». 20-й чемпіонат країни почався навесні 2011 року, був проведений у два етапи і завершився весною 2012 року. Влітку того ж року почався новий сезон, який було завершено весною 2013 року. Таким чином, з 2012 року чемпіонат Росії проводиться за схемою «осінь-весна».
28 лютого 2022 року ФІФА та УЄФА відсторонили російські клуби від міжнародних змагань через російське вторгнення в Україну.
Загалом в чемпіонатах Росії в різні роки виступали 37 команд, що представляли 24 суб'єкти Російської Федерації (Москва (7 команд), Санкт-Петербург, Московська область (2), Самарська область (2), Волгоградська область (2), Ростовська область, Ярославська область, Нижньогородська область, Свердловська область, Калінінградська область, Воронезька область, Томська область, Тюменська область, Саратовська область, Краснодарський край (3), Ставропольський край, Приморський край (2), Пермський край, Північна Осетія, Татарстан (2), Калмикія, Дагестан, Кабардино-Балкарія, Чечня).

## Чемпіони, призери і бомбардири
| Сезон     | Чемпіон               | 2-е місце             | 3-є місце          | Бомбардир |
| --------- | --------------------- | --------------------- | ------------------ | --- |
| 1992      | Спартак (Москва)      | Спартак (Владикавказ) | Динамо (М)         | Велі Касумов (Динамо (Москва), Спартак (Москва), 16 голів — за 1-8 місця) Юрій Матвеєв (Уралмаш, 20 голів — за 9-20 місця) |
| 1993      | Спартак (Москва) (2)  | Ротор (Волгоград)     | Динамо (М)         | Віктор Панченко (КАМАЗ, 21 гол)                                                                                            |
| 1994      | Спартак (Москва) (3)  | Динамо (М)            | Локомотив (М)      | Ігор Сімутенков (Динамо (М), 21 гол)                                                                                       |
| 1995      | Спартак-Аланія        | Локомотив (М)         | Спартак (Москва)   | Олег Веретенніков (Ротор (Волгоград), 25 голів)                                                                            |
| 1996      | Спартак (Москва) (4)  | Аланія                | Ротор (Волгоград)  | Олександр Маслов (Ростсельмаш, 23 гола)                                                                                    |
| 1997      | Спартак (Москва) (5)  | Ротор (Волгоград)     | Динамо (М)         | Олег Веретенніков (Ротор (Волгоград), 22 гола)                                                                             |
| 1998      | Спартак (Москва) (6)  | ЦСКА                  | Локомотив (М)      | Олег Веретенніков (Ротор (Волгоград), 22 гола)                                                                             |
| 1999      | Спартак (Москва) (7)  | Локомотив (М)         | ЦСКА               | Георгій Деметрадзе (Спартак Вл, 21 гол)                                                                                    |
| 2000      | Спартак (Москва) (8)  | Локомотив (М)         | Торпедо (М)        | Дмитро Лоськов (Локомотив (М), 15 голів)                                                                                   |
| 2001      | Спартак (Москва) (9)  | Локомотив (М)         | Зеніт              | Дмитро Вязьмикін (Торпедо (Москва), 18 голів )                                                                             |
| 2002      | Локомотив (М)         | ЦСКА                  | Спартак (Москва)   | Ролан Гусєв, Дмитро Кириченко (обидва — ЦСКА, 15 голів)                                                                    |
| 2003      | ЦСКА                  | Зеніт                 | Рубін (Казань)     | Дмитро Лоськов (Локомотив (М), 14 голів)                                                                                   |
| 2004      | Локомотив (М) (2)     | ЦСКА                  | Крила Рад (Самара) | Олександр Кержаков (Зеніт (Санкт-Петербург), 18 голів)                                                                     |
| 2005      | ЦСКА (2)              | Спартак (Москва)      | Локомотив (М)      | Дмитро Кириченко (ФК Москва, 14 голів)                                                                                     |
| 2006      | ЦСКА (3)              | Спартак (Москва)      | Локомотив (М)      | Роман Павлюченко (Спартак (Москва), 18 голів)                                                                              |
| 2007      | Зеніт                 | Спартак (Москва)      | ЦСКА               | Роман Павлюченко (Спартак (Москва), 14 голів) Роман Адамов (ФК Москва, 14 голів)                                           |
| 2008      | Рубін (Казань)        | ЦСКА                  | Динамо (М)         | Вагнер Лав (ЦСКА, 20 голів)                                                                                                |
| 2009      | Рубін (Казань) (2)    | Спартак (Москва)      | Зеніт              | Веллітон (Спартак (Москва), 21 гол)                                                                                        |
| 2010      | Зеніт (2)             | ЦСКА                  | Рубін (Казань)     | Веллітон (Спартак (Москва), 19 голів)                                                                                      |
| 2011/2012 | Зеніт (3)             | Спартак (Москва)      | ЦСКА               | Сейду Думбія (ЦСКА, 28 голів)                                                                                              |
| 2012/2013 | ЦСКА (4)              | Зеніт                 | Анжи               | Юра Мовсіян (Краснодар, Спартак, 13 голів) Вандерсон (Краснодар, 13 голів)                                                 |
| 2013/2014 | ЦСКА (5)              | Зеніт                 | Локомотив (М)      | Сейду Думбія (ЦСКА, 18 голів)                                                                                              |
| 2014/2015 | Зеніт (4)             | ЦСКА                  | Краснодар          | Галк (Зеніт, 15 голів) |
| 2015/2016 | ЦСКА (6)              | Ростов                | Зеніт              | Федір Смолов (Краснодар, 20 голів)                                                                                         |
| 2016/2017 | Спартак (Москва) (10) | ЦСКА                  | Зеніт              | Федір Смолов (Краснодар, 18 голів)                                                                                         |
| 2017/2018 | Локомотив (М) (3)     | ЦСКА                  | Спартак (Москва)   | Квінсі Промес (Спартак (Москва), 15 голів)                                                                                 |
| 2018/2019 | Зеніт (5)             | Локомотив (М)         | Краснодар          | Федір Чалов (ЦСКА, 15 голів)                                                                                               |
| 2019/2020 | Зеніт (6)             | Локомотив (М)         | Краснодар          | Сардар Азмун (Зеніт, 17 голів) Артем Дзюба (Зеніт, 17 голів)                                                               |
| 2020/2021 | Зеніт (7)             | Спартак (Москва)      | Локомотив (М)      | Артем Дзюба (Зеніт, 20 голів)                                                                                              |
| 2021/2022 | Зеніт (8)             | Сочі                  | Динамо (М)         | Гамід Агаларов (Уфа, 19 голів)                                                                                             |
| 2022/2023 | Зеніт (9)             | ЦСКА                  | Спартак (Москва)   | Малком («Зеніт», 23 голи)                                                                                                  |
| 2023/2024 | Зеніт (10)            | Краснодар             | Динамо (Москва)    | Матео Кассьєрра («Зеніт», 21 гол)                                                                                          |
| 2024/2025 | Краснодар (1)         | Зеніт                 | ЦСКА               | Манфред Угальде («Спартак» (Москва), 17 голів)                                                                             |

## Досягнення клубів-призерів
| Клуб                    | Титулів | Других місць | Третіх місць | Переможні роки                                                                     |
| ----------------------- | ------- | ------------ | ------------ | ---------------------------------------------------------------------------------- |
| Спартак (Москва)        | 10      | 6            | 4            | 1992, 1993, 1994, 1996, 1997, 1998, 1999, 2000, 2001, 2016–17                      |
| Зеніт (Санкт-Петербург) | 10      | 4            | 4            | 2007, 2010, 2011–12, 2014–15, 2018–19, 2019–20, 2020–21, 2021–22, 2022–23, 2023–24 |
| ЦСКА                    | 6       | 9            | 4            | 2003, 2005, 2006, 2012–13, 2013–14, 2015–16                                        |
| Локомотив (Москва)      | 3       | 6            | 6            | 2002, 2004, 2017–18                                                                |
| Рубін (Казань)          | 2       | 0            | 2            | 2008, 2009                                                                         |
| Аланія (Владикавказ)    | 1       | 2            | 0            | 1995                                                                               |
| Краснодар               | 1       | 1            | 3            | 2024–25                                                                            |
| Ротор (Волгоград)       | 0       | 2            | 1            |                                                                                    |
| Динамо Москва           | 0       | 1            | 6            |                                                                                    |
| Ростов                  | 0       | 1            | 0            |                                                                                    |
| Сочі                    | 0       | 1            | 0            |                                                                                    |
| Торпедо (Москва)        | 0       | 0            | 1            |                                                                                    |
| Крила Рад (Самара)      | 0       | 0            | 1            |                                                                                    |
| Анжи (Махачкала)        | 0       | 0            | 1            |                                                                                    |

## Гвардійці
Інформація станом на 24 травня 2025. Гравці, виділені жирним шрифтом, продовжують виступати у Прем'єр-лізі.
| Місце | Країна | Гравець            | Матчі |
| ----- | ------ | ------------------ | ----- |
| 1     | Росія  | Ігор Акінфєєв      | 596   |
| 2     | Росія  | Сергій Ігнашевич   | 489   |
| 3     | Росія  | Сергій Семак       | 456   |
| 4     | Росія  | Дмитро Лоськов     | 453   |
| 5     | Росія  | Артем Дзюба        | 444   |
| 6     | Росія  | Ігор Сємшов        | 433   |
| 7     | Росія  | Василь Березуцький | 402   |
| 8     | Росія  | Руслан Аджинджал   | 397   |
| 9     | Росія  | Ігор Лебеденко     | 394   |
| 10    | Росія  | Олег Іванов        | 394   |

## Українці в Прем'єр-лізі
До таблиці включено українських футболістів, які провели у вищому російському футбольному дивізіоні понад 100 матчів.
| Гравець              | Всього ігор | Всього голів | Клуб                          | Сезон   | Ігри | Голи |
| -------------------- | ----------- | ------------ | ----------------------------- | ------- | ---- | ---- |
| Сергій Мамчур        | 112         | 14           | «Асмарал» (Москва)            | 1992    | 3    | 0    |
| Сергій Мамчур        | 112         | 14           | «ЦСКА» (Москва)               | 1993    | 26   | 0    |
| Сергій Мамчур        | 112         | 14           | «ЦСКА» (Москва)               | 1994    | 21   | 0    |
| Сергій Мамчур        | 112         | 14           | «ЦСКА» (Москва)               | 1995    | 25   | 2    |
| Сергій Мамчур        | 112         | 14           | «ЦСКА» (Москва)               | 1996    | 25   | 0    |
| Сергій Мамчур        | 112         | 14           | «ЦСКА» (Москва)               | 1997    | 15   | 0    |
| Володимир Геращенко  | 142         | 11           | «Ротор» (Волгоград)           | 1992    | 25   | 0    |
| Володимир Геращенко  | 142         | 11           | «Ротор» (Волгоград)           | 1993    | 32   | 2    |
| Володимир Геращенко  | 142         | 11           | «Ротор» (Волгоград)           | 1994    | 24   | 6    |
| Володимир Геращенко  | 142         | 11           | «Ротор» (Волгоград)           | 1995    | 14   | 3    |
| Володимир Геращенко  | 142         | 11           | «Ротор» (Волгоград)           | 1996    | 21   | 0    |
| Володимир Геращенко  | 142         | 11           | «Ротор» (Волгоград)           | 1997    | 27   | 0    |
| Володимир Геращенко  | 142         | 11           | «Ротор» (Волгоград)           | 1998    | 9    | 0    |
| Владислав Зубков     | 112         | 14           | «КАМАЗ» (Набережні Челни)     | 1993    | 16   | 2    |
| Владислав Зубков     | 112         | 14           | «КАМАЗ» (Набережні Челни)     | 1994    | 26   | 2    |
| Владислав Зубков     | 112         | 14           | «КАМАЗ» (Набережні Челни)     | 1995    | 10   | 4    |
| Владислав Зубков     | 112         | 14           | «КАМАЗ» (Набережні Челни)     | 1996    | 29   | 4    |
| Владислав Зубков     | 112         | 14           | «Локомотив» (Нижній Новгород) | 1997    | 31   | 2    |
| Анатолій Безсмертний | 170         | 8            | «Тюмень»                      | 1994    | 13   | 2    |
| Анатолій Безсмертний | 170         | 8            | «Тюмень»                      | 1995    | 27   | 2    |
| Анатолій Безсмертний | 170         | 8            | «Тюмень»                      | 1997    | 30   | 0    |
| Анатолій Безсмертний | 170         | 8            | «Ростов»                      | 1998    | 28   | 2    |
| Анатолій Безсмертний | 170         | 8            | «Ростов»                      | 1999    | 25   | 1    |
| Анатолій Безсмертний | 170         | 8            | «Ростов»                      | 2000    | 26   | 0    |
| Анатолій Безсмертний | 170         | 8            | «Ростов»                      | 2001    | 21   | 1    |
| Олександр Призетко   | 115         | 25           | «Тюмень»                      | 1995    | 23   | 5    |
| Олександр Призетко   | 115         | 25           | «Тюмень»                      | 1997    | 17   | 3    |
| Олександр Призетко   | 115         | 25           | «Торпедо» (Москва)            | 1997    | 14   | 1    |
| Олександр Призетко   | 115         | 25           | «Торпедо» (Москва)            | 1998    | 14   | 0    |
| Олександр Призетко   | 115         | 25           | «Чорноморець» (Новоросійськ)  | 2000    | 27   | 11   |
| Олександр Призетко   | 115         | 25           | «Чорноморець» (Новоросійськ)  | 2001    | 15   | 4    |
| Олександр Призетко   | 115         | 25           | «Чорноморець» (Новоросійськ)  | 2003    | 5    | 1    |
| Олександр Шутов      | 121         | 6            | «Ростов»                      | 1995    | 23   | 0    |
| Олександр Шутов      | 121         | 6            | «ЦСКА» (Москва)               | 1996    | 17   | 0    |
| Олександр Шутов      | 121         | 6            | «ЦСКА» (Москва)               | 1997    | 7    | 0    |
| Олександр Шутов      | 121         | 6            | «ЦСКА» (Москва)               | 1998    | 9    | 1    |
| Олександр Шутов      | 121         | 6            | «Чорноморець» (Новоросійськ)  | 1999    | 12   | 0    |
| Олександр Шутов      | 121         | 6            | «Амкар» (Перм)                | 2004    | 29   | 4    |
| Олександр Шутов      | 121         | 6            | «Амкар» (Перм)                | 2005    | 24   | 1    |
| Владислав Дуюн       | 120         | 8            | «Спартак» (Москва)            | 1996    | 18   | 1    |
| Владислав Дуюн       | 120         | 8            | «Локомотив» (Нижній Новгород) | 1997    | 16   | 3    |
| Владислав Дуюн       | 120         | 8            | «Ростов»                      | 1998    | 17   | 1    |
| Владислав Дуюн       | 120         | 8            | «Ростов»                      | 1999    | 26   | 3    |
| Владислав Дуюн       | 120         | 8            | «Ростов»                      | 2000    | 23   | 0    |
| Владислав Дуюн       | 120         | 8            | «Ростов»                      | 2001    | 8    | 0    |
| Владислав Дуюн       | 120         | 8            | «Сокіл» (Саратов)             | 2002    | 12   | 0    |
| Владислав Прудіус    | 163         | 9            | «Ростов»                      | 1996    | 28   | 1    |
| Владислав Прудіус    | 163         | 9            | «Ростов»                      | 1997    | 27   | 3    |
| Владислав Прудіус    | 163         | 9            | «Ростов»                      | 1998    | 29   | 2    |
| Владислав Прудіус    | 163         | 9            | «Ростов»                      | 1999    | 25   | 0    |
| Владислав Прудіус    | 163         | 9            | «Ростов»                      | 2000    | 18   | 0    |
| Владислав Прудіус    | 163         | 9            | «Ростов»                      | 2001    | 13   | 0    |
| Владислав Прудіус    | 163         | 9            | «Анжи» (Махачкала)            | 2002    | 23   | 3    |
| Олександр Горшков    | 277         | 32           | «Жемчужина-Сочі»              | 1996    | 21   | 2    |
| Олександр Горшков    | 277         | 32           | «Жемчужина-Сочі»              | 1997    | 15   | 3    |
| Олександр Горшков    | 277         | 32           | «Зеніт» (Санкт-Петербург)     | 1997    | 18   | 5    |
| Олександр Горшков    | 277         | 32           | «Зеніт» (Санкт-Петербург)     | 1998    | 25   | 4    |
| Олександр Горшков    | 277         | 32           | «Зеніт» (Санкт-Петербург)     | 1999    | 29   | 3    |
| Олександр Горшков    | 277         | 32           | «Зеніт» (Санкт-Петербург)     | 2000    | 15   | 2    |
| Олександр Горшков    | 277         | 32           | «Зеніт» (Санкт-Петербург)     | 2001    | 28   | 6    |
| Олександр Горшков    | 277         | 32           | «Сатурн» (Раменське)          | 2002    | 25   | 2    |
| Олександр Горшков    | 277         | 32           | «Сатурн» (Раменське)          | 2003    | 21   | 2    |
| Олександр Горшков    | 277         | 32           | «Зеніт» (Санкт-Петербург)     | 2004    | 27   | 2    |
| Олександр Горшков    | 277         | 32           | «Зеніт» (Санкт-Петербург)     | 2005    | 28   | 0    |
| Олександр Горшков    | 277         | 32           | «Зеніт» (Санкт-Петербург)     | 2006    | 14   | 1    |
| Олександр Горшков    | 277         | 32           | «Зеніт» (Санкт-Петербург)     | 2007    | 11   | 0    |
| Геннадій Попович     | 109         | 30           | «Зеніт» (Санкт-Петербург)     | 1997    | 16   | 3    |
| Геннадій Попович     | 109         | 30           | «Зеніт» (Санкт-Петербург)     | 1998    | 19   | 3    |
| Геннадій Попович     | 109         | 30           | «Зеніт» (Санкт-Петербург)     | 1999    | 27   | 7    |
| Геннадій Попович     | 109         | 30           | «Зеніт» (Санкт-Петербург)     | 2000    | 23   | 10   |
| Геннадій Попович     | 109         | 30           | «Зеніт» (Санкт-Петербург)     | 2001    | 24   | 7    |
| Валерій Воробйов     | 119         | 0            | «Торпедо» (Москва)            | 1997    | 24   | 0    |
| Валерій Воробйов     | 119         | 0            | «Торпедо» (Москва)            | 1998    | 29   | 0    |
| Валерій Воробйов     | 119         | 0            | «Торпедо» (Москва)            | 1999    | 8    | 0    |
| Валерій Воробйов     | 119         | 0            | «Торпедо» (Москва)            | 2000    | 8    | 0    |
| Валерій Воробйов     | 119         | 0            | «Торпедо» (Москва)            | 2001    | 12   | 0    |
| Валерій Воробйов     | 119         | 0            | «Торпедо» (Москва)            | 2002    | 28   | 0    |
| Валерій Воробйов     | 119         | 0            | «Торпедо» (Москва)            | 2003    | 10   | 0    |
| Сергій Снитко        | 132         | 11           | «Шинник» (Ярославль)          | 1997    | 9    | 0    |
| Сергій Снитко        | 132         | 11           | «Шинник» (Ярославль)          | 1998    | 24   | 3    |
| Сергій Снитко        | 132         | 11           | «Шинник» (Ярославль)          | 1999    | 25   | 2    |
| Сергій Снитко        | 132         | 11           | «Чорноморець» (Новоросійськ)  | 2000    | 27   | 3    |
| Сергій Снитко        | 132         | 11           | «Чорноморець» (Новоросійськ)  | 2001    | 22   | 3    |
| Сергій Снитко        | 132         | 11           | «Чорноморець» (Новоросійськ)  | 2003    | 12   | 0    |
| Сергій Снитко        | 132         | 11           | «Кубань» (Краснодар)          | 2004    | 13   | 0    |
| Володимир Савченко   | 108         | 0            | «Ростов»                      | 1997    | 27   | 0    |
| Володимир Савченко   | 108         | 0            | «Ростов»                      | 1998    | 29   | 0    |
| Володимир Савченко   | 108         | 0            | «Ростов»                      | 1999    | 18   | 0    |
| Володимир Савченко   | 108         | 0            | «Ростов»                      | 2000    | 17   | 0    |
| Володимир Савченко   | 108         | 0            | «Ростов»                      | 2001    | 2    | 0    |
| Володимир Савченко   | 108         | 0            | «Ростов»                      | 2002    | 7    | 0    |
| Володимир Савченко   | 108         | 0            | «Ростов»                      | 2003    | 5    | 0    |
| Володимир Савченко   | 108         | 0            | «Ахмат» (Грозний)             | 2005    | 3    | 0    |
| Роман Монарьов       | 100         | 14           | «Спартак» (Владикавказ)       | 1998    | 5    | 0    |
| Роман Монарьов       | 100         | 14           | «ЦСКА» (Москва)               | 2001    | 9    | 1    |
| Роман Монарьов       | 100         | 14           | «ЦСКА» (Москва)               | 2002    | 12   | 0    |
| Роман Монарьов       | 100         | 14           | «Москва»                      | 2003    | 30   | 8    |
| Роман Монарьов       | 100         | 14           | «Промінь» (Владивосток)       | 2006    | 17   | 2    |
| Роман Монарьов       | 100         | 14           | «Шинник» (Ярославль)          | 2008    | 27   | 3    |
| Сергій Кормильцев    | 185         | 11           | «Уралан» (Еліста)             | 1998    | 24   | 2    |
| Сергій Кормильцев    | 185         | 11           | «Торпедо» (Москва)            | 2000    | 12   | 0    |
| Сергій Кормильцев    | 185         | 11           | «Торпедо» (Москва)            | 2001    | 26   | 0    |
| Сергій Кормильцев    | 185         | 11           | «Торпедо» (Москва)            | 2002    | 24   | 2    |
| Сергій Кормильцев    | 185         | 11           | «Торпедо» (Москва)            | 2003    | 28   | 5    |
| Сергій Кормильцев    | 185         | 11           | «Торпедо» (Москва)            | 2004    | 24   | 1    |
| Сергій Кормильцев    | 185         | 11           | «Торпедо» (Москва)            | 2005    | 30   | 1    |
| Сергій Кормильцев    | 185         | 11           | «Торпедо» (Москва)            | 2006    | 17   | 0    |
| Дмитро Парфьонов     | 157         | 15           | «Спартак» (Москва)            | 1998    | 29   | 1    |
| Дмитро Парфьонов     | 157         | 15           | «Спартак» (Москва)            | 1999    | 17   | 0    |
| Дмитро Парфьонов     | 157         | 15           | «Спартак» (Москва)            | 2000    | 25   | 4    |
| Дмитро Парфьонов     | 157         | 15           | «Спартак» (Москва)            | 2001    | 26   | 4    |
| Дмитро Парфьонов     | 157         | 15           | «Спартак» (Москва)            | 2002    | 16   | 2    |
| Дмитро Парфьонов     | 157         | 15           | «Спартак» (Москва)            | 2003    | 1    | 0    |
| Дмитро Парфьонов     | 157         | 15           | «Спартак» (Москва)            | 2004    | 9    | 4    |
| Дмитро Парфьонов     | 157         | 15           | «Спартак» (Москва)            | 2005    | 2    | 0    |
| Дмитро Парфьонов     | 157         | 15           | «Динамо» (Москва)             | 2006    | 6    | 0    |
| Дмитро Парфьонов     | 157         | 15           | «Хімки»                       | 2007    | 9    | 0    |
| Дмитро Парфьонов     | 157         | 15           | «Сатурн» (Раменське)          | 2009    | 4    | 0    |
| Дмитро Парфьонов     | 157         | 15           | «Сатурн» (Раменське)          | 2010    | 13   | 0    |
| Максим Білецький     | 122         | 7            | «ЦСКА» (Москва)               | 2000    | 1    | 0    |
| Максим Білецький     | 122         | 7            | «ЦСКА» (Москва)               | 2001    | 6    | 0    |
| Максим Білецький     | 122         | 7            | «Москва»                      | 2001    | 13   | 1    |
| Максим Білецький     | 122         | 7            | «Москва»                      | 2002    | 25   | 1    |
| Максим Білецький     | 122         | 7            | «Москва»                      | 2003    | 24   | 3    |
| Максим Білецький     | 122         | 7            | «Москва»                      | 2004    | 21   | 1    |
| Максим Білецький     | 122         | 7            | «Москва»                      | 2005    | 13   | 0    |
| Максим Білецький     | 122         | 7            | «Ростов»                      | 2006    | 19   | 1    |
| Олександр Співак     | 145         | 33           | «Зеніт» (Санкт-Петербург)     | 2000    | 10   | 1    |
| Олександр Співак     | 145         | 33           | «Зеніт» (Санкт-Петербург)     | 2001    | 27   | 3    |
| Олександр Співак     | 145         | 33           | «Зеніт» (Санкт-Петербург)     | 2002    | 15   | 5    |
| Олександр Співак     | 145         | 33           | «Зеніт» (Санкт-Петербург)     | 2003    | 26   | 6    |
| Олександр Співак     | 145         | 33           | «Зеніт» (Санкт-Петербург)     | 2004    | 27   | 10   |
| Олександр Співак     | 145         | 33           | «Зеніт» (Санкт-Петербург)     | 2005    | 28   | 6    |
| Олександр Співак     | 145         | 33           | «Зеніт» (Санкт-Петербург)     | 2006    | 12   | 2    |
| Ілля Близнюк         | 123         | 0            | «Ростов»                      | 2000    | 14   | 0    |
| Ілля Близнюк         | 123         | 0            | «Ростов»                      | 2001    | 23   | 0    |
| Ілля Близнюк         | 123         | 0            | «Ростов»                      | 2002    | 20   | 0    |
| Ілля Близнюк         | 123         | 0            | «Ростов»                      | 2003    | 13   | 0    |
| Ілля Близнюк         | 123         | 0            | «Спартак» (Владикавказ)       | 2003    | 5    | 0    |
| Ілля Близнюк         | 123         | 0            | «Ростов»                      | 2004    | 17   | 0    |
| Ілля Близнюк         | 123         | 0            | «Том» (Томськ)                | 2005    | 13   | 0    |
| Ілля Близнюк         | 123         | 0            | «Шинник» (Ярославль)          | 2006    | 11   | 0    |
| Ілля Близнюк         | 123         | 0            | «Ростов»                      | 2007    | 7    | 0    |
| Максим Калиниченко   | 134         | 22           | «Спартак» (Москва)            | 2000    | 17   | 4    |
| Максим Калиниченко   | 134         | 22           | «Спартак» (Москва)            | 2001    | 9    | 2    |
| Максим Калиниченко   | 134         | 22           | «Спартак» (Москва)            | 2002    | 11   | 1    |
| Максим Калиниченко   | 134         | 22           | «Спартак» (Москва)            | 2003    | 27   | 2    |
| Максим Калиниченко   | 134         | 22           | «Спартак» (Москва)            | 2004    | 13   | 2    |
| Максим Калиниченко   | 134         | 22           | «Спартак» (Москва)            | 2005    | 18   | 4    |
| Максим Калиниченко   | 134         | 22           | «Спартак» (Москва)            | 2006    | 15   | 3    |
| Максим Калиниченко   | 134         | 22           | «Спартак» (Москва)            | 2007    | 22   | 3    |
| Максим Калиниченко   | 134         | 22           | «Спартак» (Москва)            | 2008    | 2    | 1    |
| Дмитро Семочко       | 162         | 7            | «Уралан» (Еліста)             | 2000    | 26   | 0    |
| Дмитро Семочко       | 162         | 7            | «Уралан» (Еліста)             | 2002    | 25   | 4    |
| Дмитро Семочко       | 162         | 7            | «Уралан» (Еліста)             | 2003    | 22   | 1    |
| Дмитро Семочко       | 162         | 7            | «Промінь» (Владивосток)       | 2006    | 27   | 1    |
| Дмитро Семочко       | 162         | 7            | «Промінь» (Владивосток)       | 2007    | 25   | 1    |
| Дмитро Семочко       | 162         | 7            | «Шинник» (Ярославль)          | 2008    | 27   | 0    |
| Дмитро Семочко       | 162         | 7            | «Хімки»                       | 2009    | 10   | 0    |
| Андрій Дикань        | 169         | 0            | «Кубань» (Краснодар)          | 2004    | 13   | 0    |
| Андрій Дикань        | 169         | 0            | «Кубань» (Краснодар)          | 2007    | 1    | 0    |
| Андрій Дикань        | 169         | 0            | «Ахмат» (Грозний)             | 2009    | 29   | 0    |
| Андрій Дикань        | 169         | 0            | «Ахмат» (Грозний)             | 2010    | 18   | 0    |
| Андрій Дикань        | 169         | 0            | «Спартак» (Москва)            | 2010    | 12   | 0    |
| Андрій Дикань        | 169         | 0            | «Спартак» (Москва)            | 2011/12 | 32   | 0    |
| Андрій Дикань        | 169         | 0            | «Спартак» (Москва)            | 2012/13 | 19   | 0    |
| Андрій Дикань        | 169         | 0            | «Спартак» (Москва)            | 2013/14 | 6    | 0    |
| Андрій Дикань        | 169         | 0            | «Краснодар»                   | 2014/15 | 25   | 0    |
| Андрій Дикань        | 169         | 0            | «Краснодар»                   | 2015/16 | 14   | 0    |
| Сергій Пилипчук      | 105         | 13           | «Спартак-Нальчик»             | 2006    | 19   | 5    |
| Сергій Пилипчук      | 105         | 13           | «Спартак-Нальчик»             | 2007    | 29   | 4    |
| Сергій Пилипчук      | 105         | 13           | «Хімки»                       | 2008    | 17   | 3    |
| Сергій Пилипчук      | 105         | 13           | «Хімки»                       | 2009    | 13   | 1    |
| Сергій Пилипчук      | 105         | 13           | «Спартак-Нальчик»             | 2009    | 5    | 0    |
| Сергій Пилипчук      | 105         | 13           | «Спартак-Нальчик»             | 2011/12 | 22   | 0    |
| Анатолій Тимощук     | 100         | 10           | «Зеніт» (Санкт-Петербург)     | 2007    | 29   | 4    |
| Анатолій Тимощук     | 100         | 10           | «Зеніт» (Санкт-Петербург)     | 2008    | 27   | 6    |
| Анатолій Тимощук     | 100         | 10           | «Зеніт» (Санкт-Петербург)     | 2009    | 11   | 0    |
| Анатолій Тимощук     | 100         | 10           | «Зеніт» (Санкт-Петербург)     | 2013/14 | 22   | 0    |
| Анатолій Тимощук     | 100         | 10           | «Зеніт» (Санкт-Петербург)     | 2014/15 | 11   | 0    |
| Денис Кулаков        | 193         | 1            | «Урал» (Єкатеринбург)         | 2015/16 | 26   | 0    |
| Денис Кулаков        | 193         | 1            | «Урал» (Єкатеринбург)         | 2016/17 | 30   | 0    |
| Денис Кулаков        | 193         | 1            | «Урал» (Єкатеринбург)         | 2017/18 | 30   | 0    |
| Денис Кулаков        | 193         | 1            | «Урал» (Єкатеринбург)         | 2018/19 | 28   | 1    |
| Денис Кулаков        | 193         | 1            | «Урал» (Єкатеринбург)         | 2019/20 | 28   | 0    |
| Денис Кулаков        | 193         | 1            | «Урал» (Єкатеринбург)         | 2020/21 | 25   | 0    |
| Денис Кулаков        | 193         | 1            | «Урал» (Єкатеринбург)         | 2021/22 | 18   | 0    |
| Денис Кулаков        | 193         | 1            | «Урал» (Єкатеринбург)         | 2022/23 | 8    | 0    |

## Факти
- «Спартак-Аланія» (Владикавказ) - єдиний чемпіон, який залишив Вищий дивізіон.
- Двічі (у 1996 і 2002) для визначення чемпіона довелося проводити додатковий матч між командами, що мали однакову кількість очок (1996: «Спартак» (Москва) - «Аланія» 2:1; 2002: ЦСКА - «Локомотив» 0:1) . Обидва рази в цих матчах брали участь команди під керівництвом Валерія Газзаєва і обидва рази програли.
- Бразилець Даніел Карвалью (ЦСКА) першим із легіонерів був визнаний найкращим гравцем року в Прем'єр-Лізі за результатами опитування журналістів, проведеного тижневиком «Футбол».
- Голландець Дік Адвокат, головний тренер команди «Зеніт» (Санкт-Петербург), першим із зарубіжних головних тренерів виграв чемпіонат Росії в 2007. Вже в наступному сезоні туркмен Курбан Бердиєв повторив це досягнення з «Рубіном», а у 2009 він же його і перевершив.
- Всього 3 клуби взяли участь у всіх чемпіонатах Росії: «Локомотив» Москва, «Спартак» Москва та ЦСКА Москва.